# Công (chim)

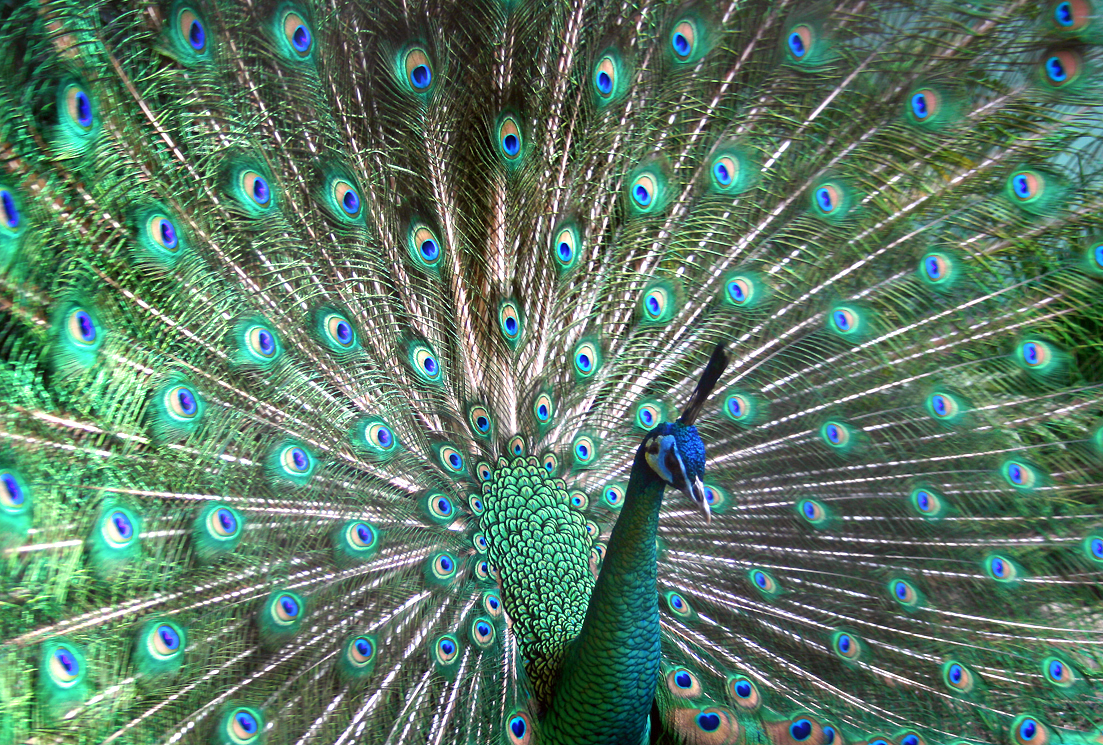
Một con công lục đang xòe đuôi

Công hay còn gọi cuông, nộc dung, khổng tước, là tên gọi chung của ba loài chim trong chi Pavo và Afropavo trong phân loài Pavoninae của họ Phasianidae, gà lôi và đồng minh của chúng.
Hai loài châu Á là công lam hoặc công lam Ấn Độ có nguồn gốc từ tiểu lục địa Ấn Độ, và công lục ở Đông Nam Á; Một loài châu Phi là công Congo, chỉ có nguồn gốc ở bồn địa Congo. Công trống nổi bật với tiếng kêu ầm ĩ và bộ lông lộng lẫy. Loại thứ hai đặc biệt nổi bật ở châu Á, có "đuôi" đốm mắt hoặc "chuỗi họa tiết" trên những chiếc lông mình, chúng thể hiện như một phần của nghi thức tán tỉnh.
Chức năng của màu sắc óng ánh cầu kỳ và "chuỗi họa tiết" lớn của chim công đã là chủ đề của cuộc tranh luận khoa học sâu rộng. Charles Darwin gợi ý rằng chúng phục vụ để thu hút con cái, và những đặc điểm sặc sỡ của con đực đã phát triển nhờ chọn lọc giới tính. Gần đây hơn, Amotz Zahavi đề xuất trong nguyên lý đánh đổi của mình rằng những đặc điểm này đóng vai trò là tín hiệu trung thực về thể lực của chim trống, vì những con trống kém khỏe mạnh sẽ gặp bất lợi do khó sống sót với cấu trúc lớn và dễ bắt gặp như vậy.

## Đặc điểm chung

### Hình dạng
- Con trống: Bộ lông có màu xanh lục óng ánh, đuôi rất dài, có màu lục ánh đồng, mỗi lông ở mút có sao màu lục xanh, đỏ đồng, vàng, nâu. Mào dài, hẹp thẳng đứng, phần mặt của nó có màu vàng và xanh, khi nó múa đuôi xòe ra hình nan quạt để thu hút chim cái.

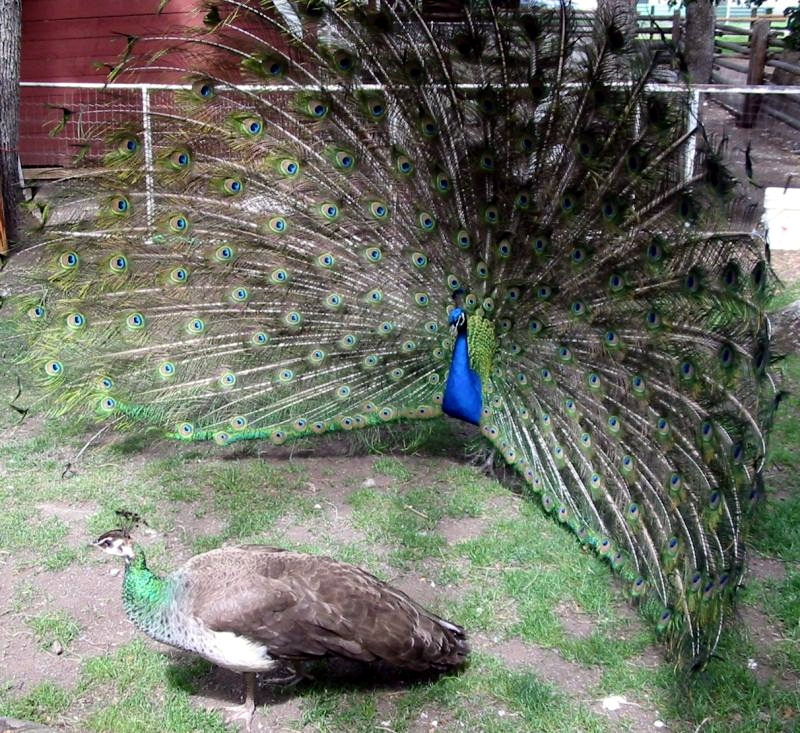
Công xòe đuôi
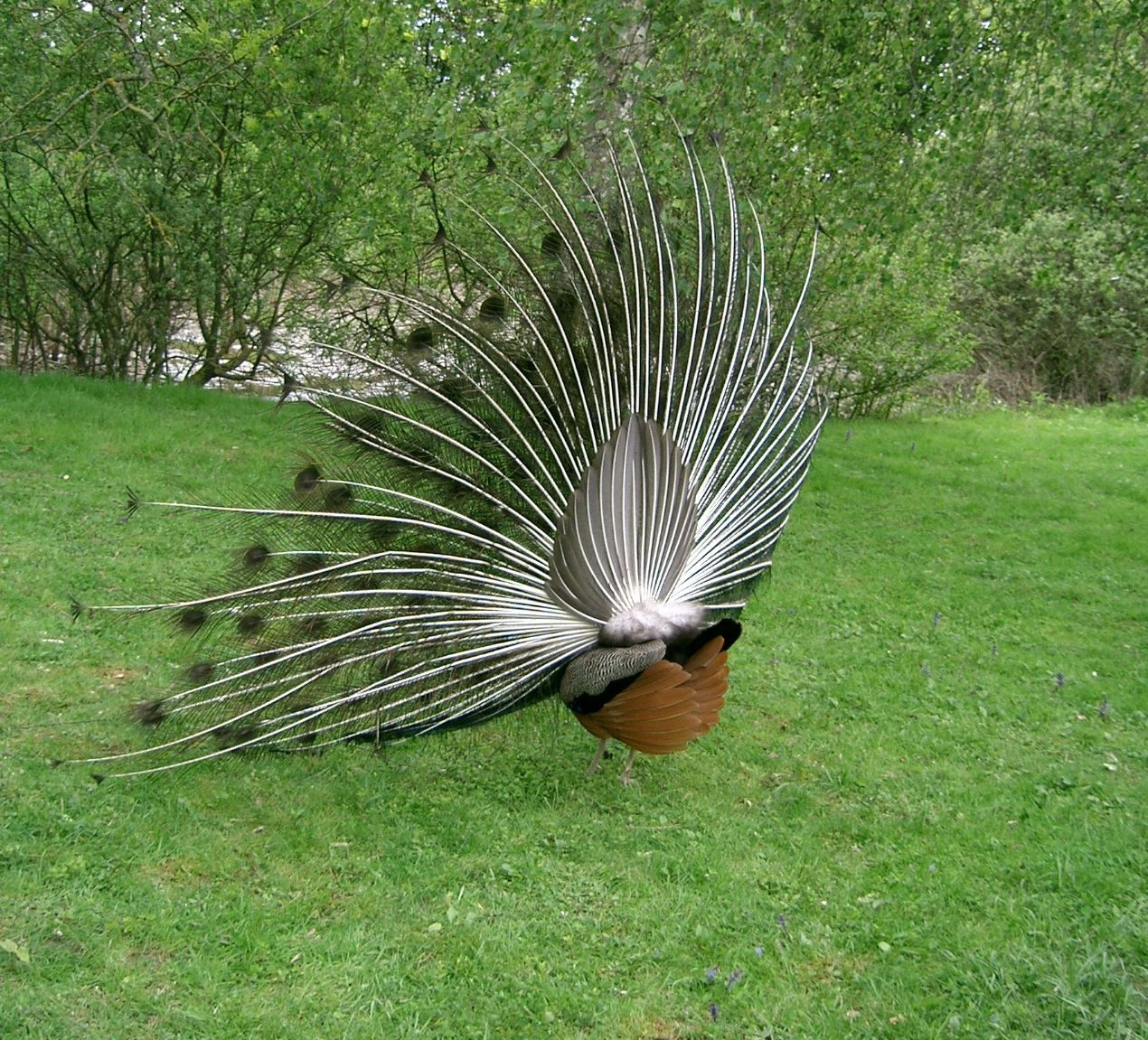
Công trống
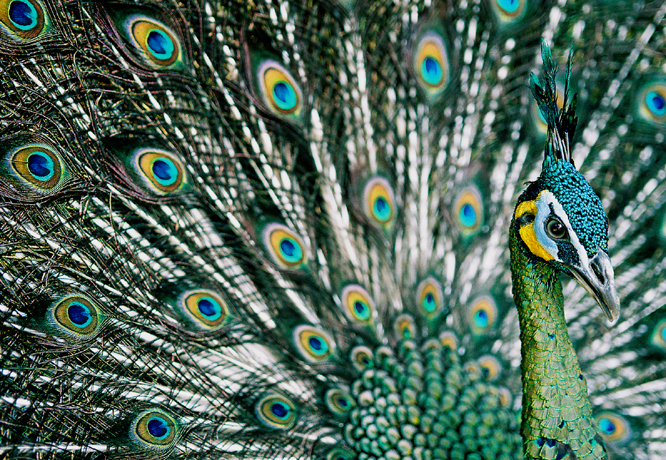
Công đang xòe lông tại một vườn hoa ở Hà Nội
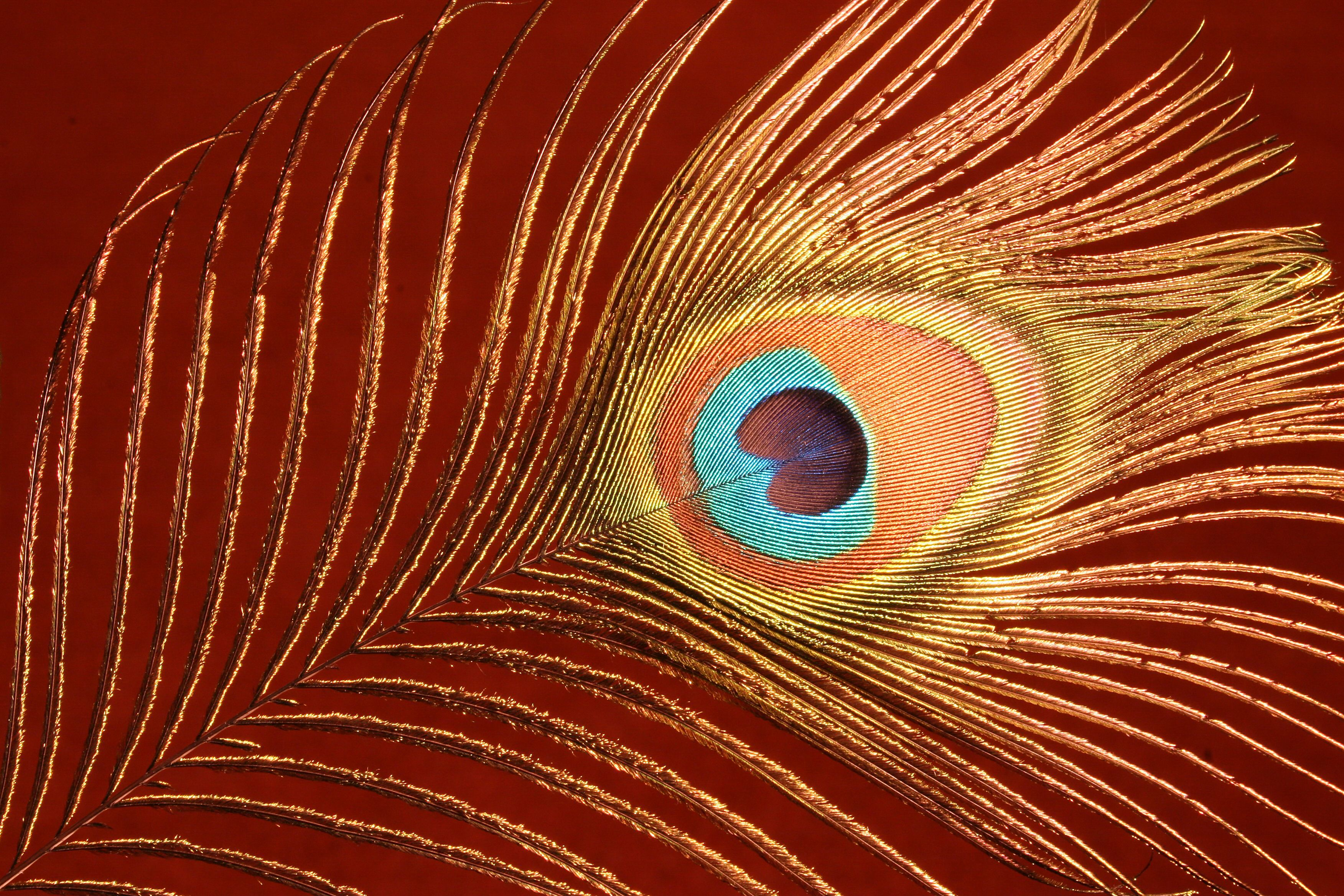
Mỗi lông bao đuôi có 1 đồng tiền gồm các hình tròn đồng tâm có 4 màu sắc
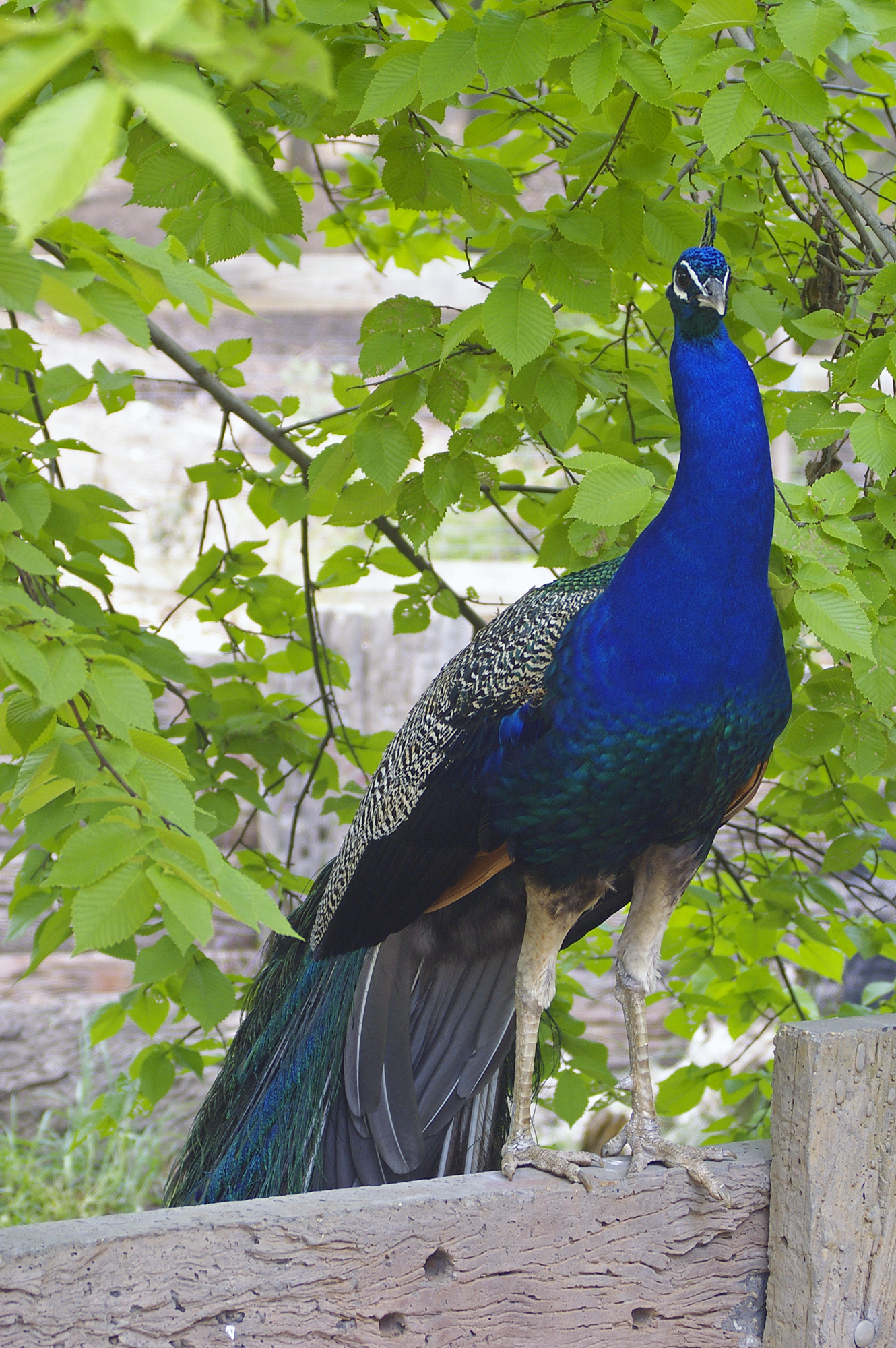
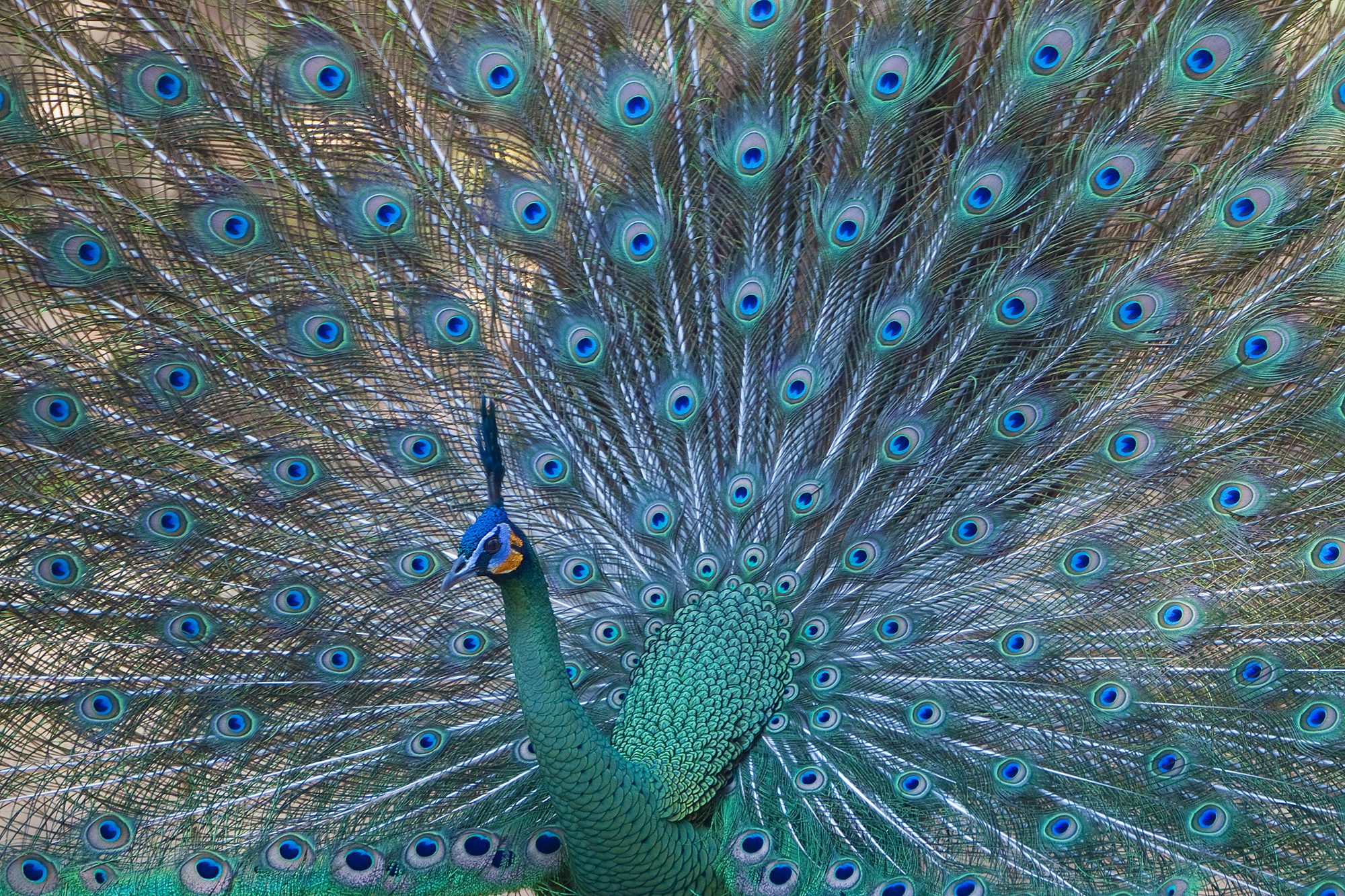
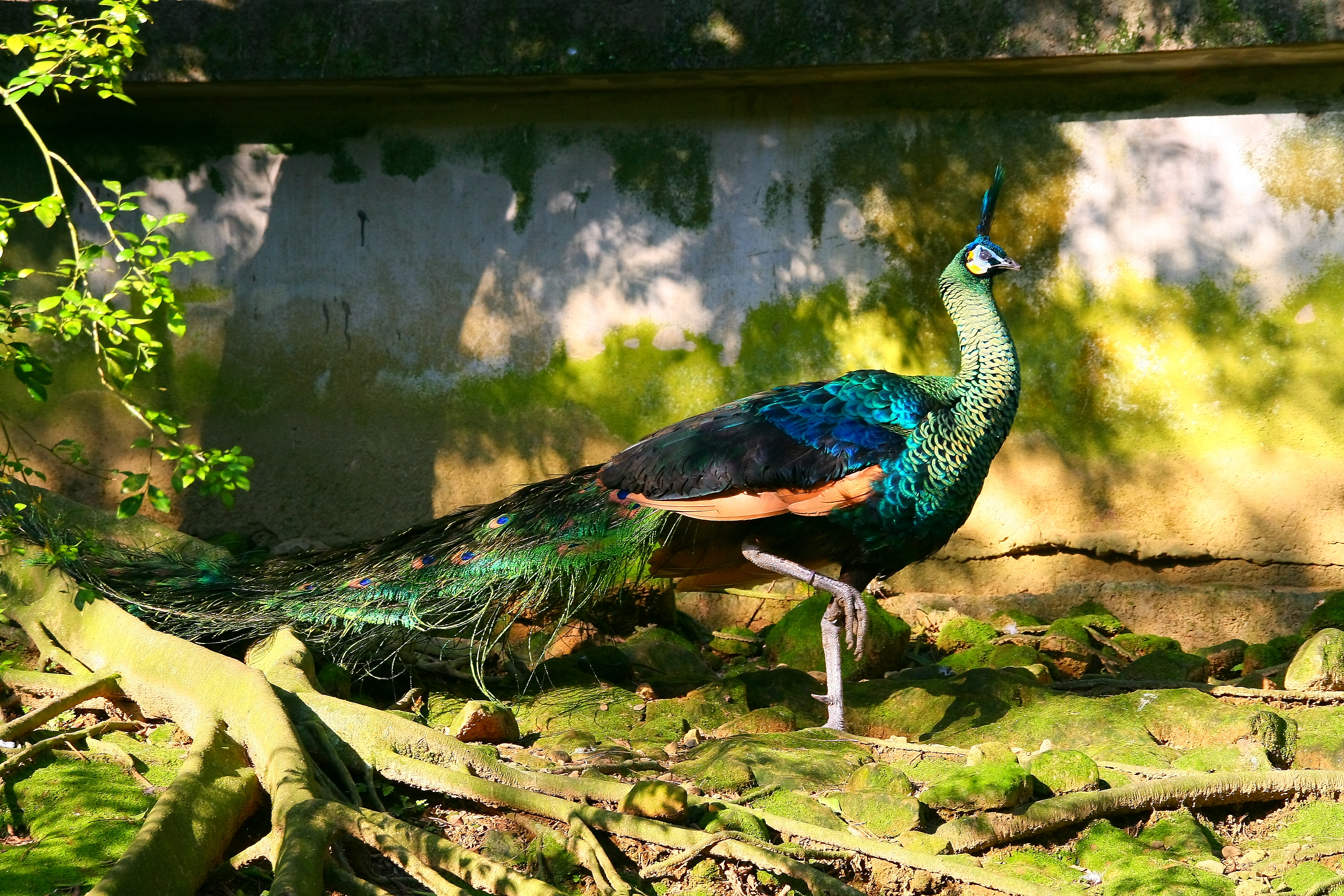

- Con mái: Gần giống con trống nhưng không có mào đầu, không có lông trang hoàng. Lông đuôi con mái thường ngắn và có viền nâu. Mắt nâu thẫm, mỏ xám sừng, chân xám.

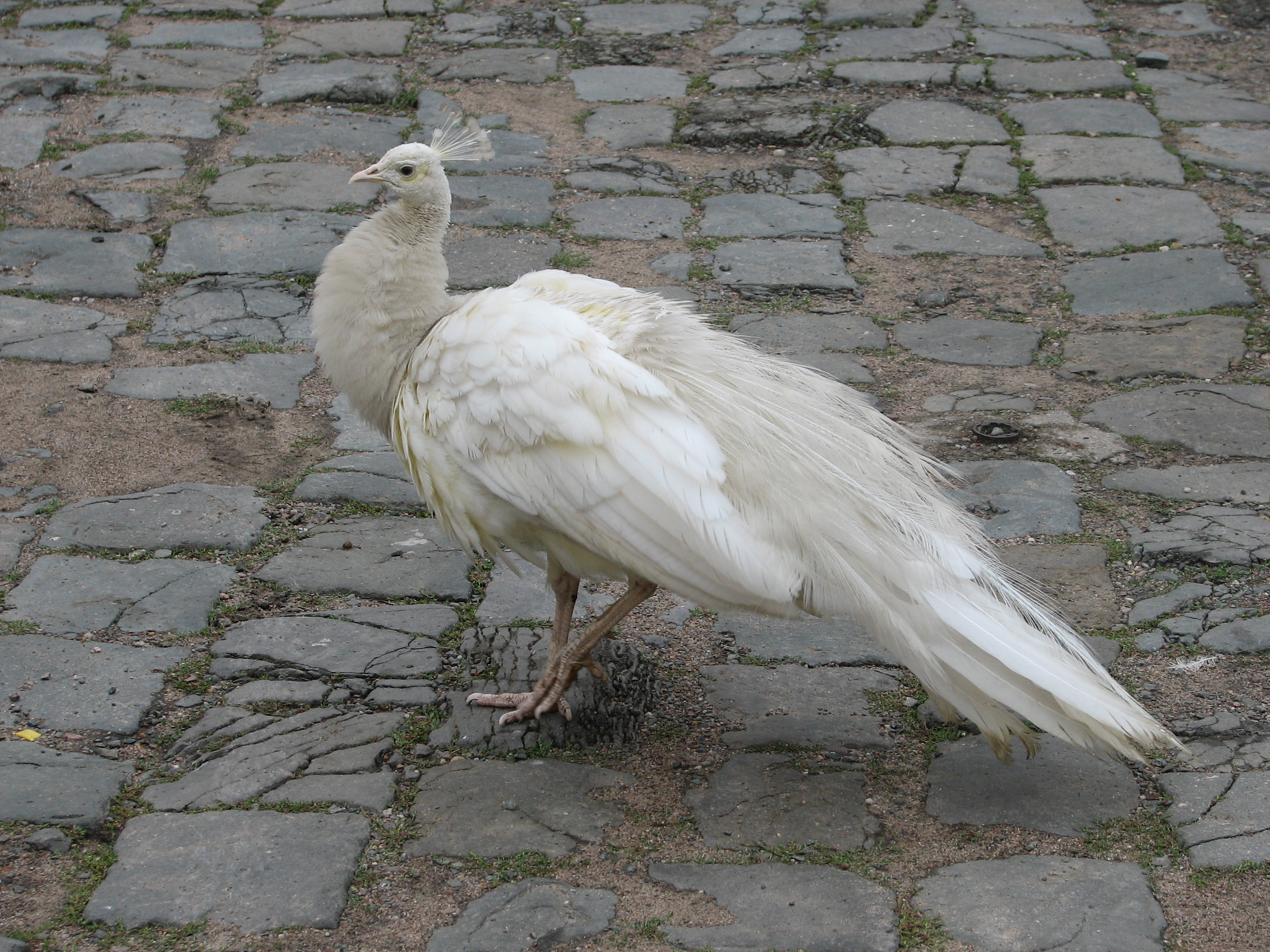
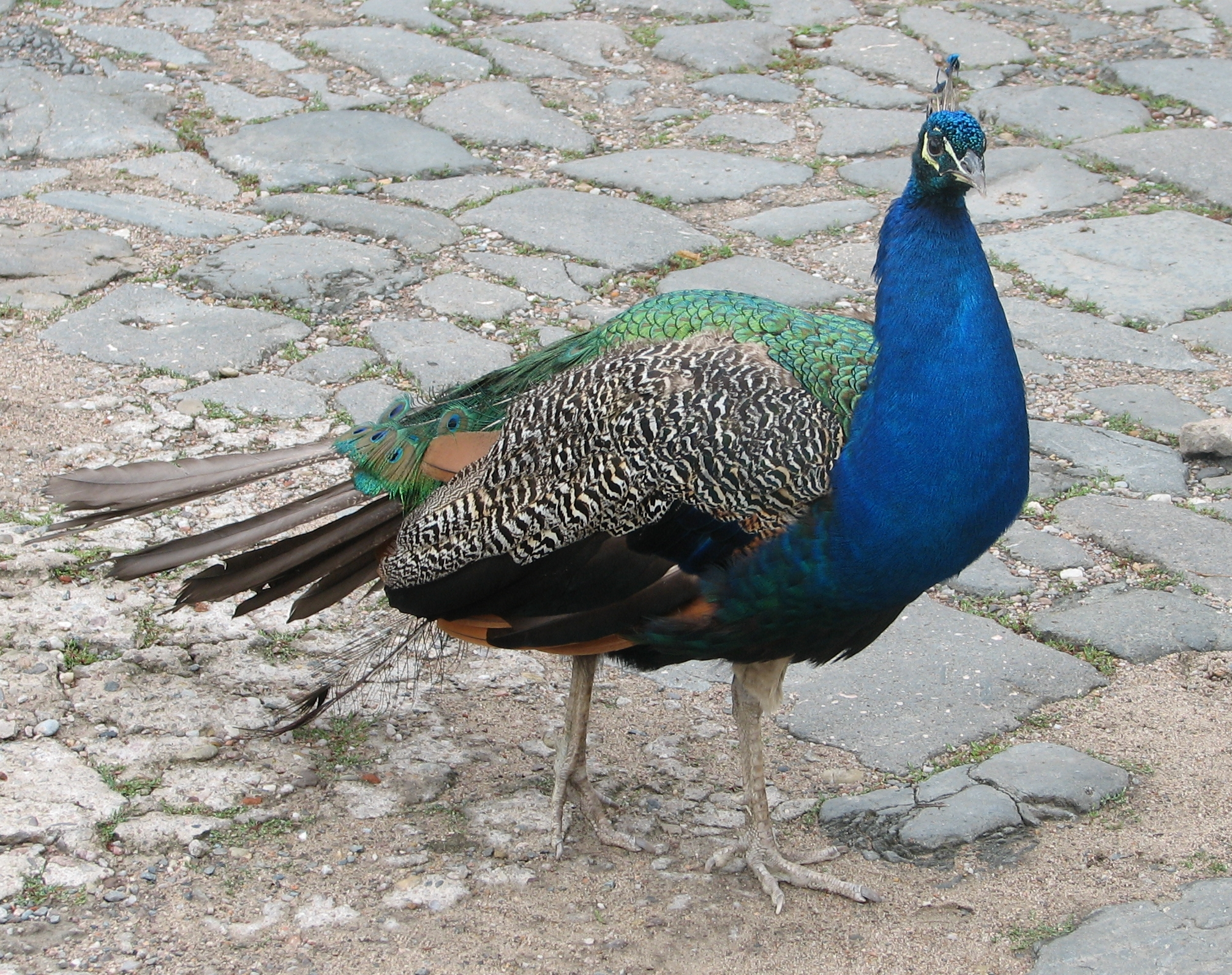

## Khẩu phần
Công là động vật ăn tạp và ăn chủ yếu thực vật, cánh hoa, đầu hạt, côn trùng và loài chân đốt khác, bò sát và lưỡng cư. Chim công hoang dã tìm kiếm thức ăn bằng cách cào xới lớp lá vào buổi sáng sớm hoặc lúc hoàng hôn. Chúng lui vào bóng râm và vùng an toàn trong rừng vào thời điểm nóng nhất ngày. Chim công không kén ăn, sẽ ăn hầu hết mọi thứ chúng có thể nhét vào mỏ và tiêu hóa. Chim tích cực săn côn trùng như kiến, dế và mối; cuốn chiếu; loài chân đốt và thú nhỏ khác. Công Ấn Độ cũng ăn rắn nhỏ.
Công thuần dưỡng cũng có thể ăn bánh mì và ngũ cốc rời như yến mạch và ngô, pho mát, cơm nấu chín và đôi khi là thức ăn cho mèo. Người nuôi đã nhận ra chim công thích thức ăn giàu protein bao gồm ấu trùng phá hoại kho thóc, các loại thịt và trái cây khác nhau, cũng như các loại rau gồm có lá xanh đậm, bông cải xanh, cà rốt, đậu hạt, củ cải đường và đậu trái.

## Hình ảnh

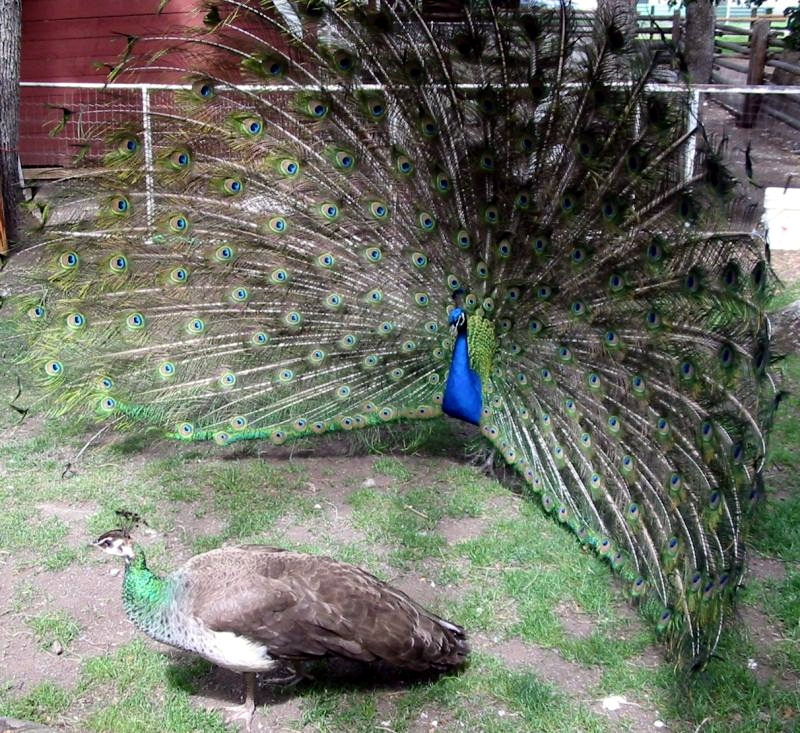
Một con công đực đang "ve vãn" công mái
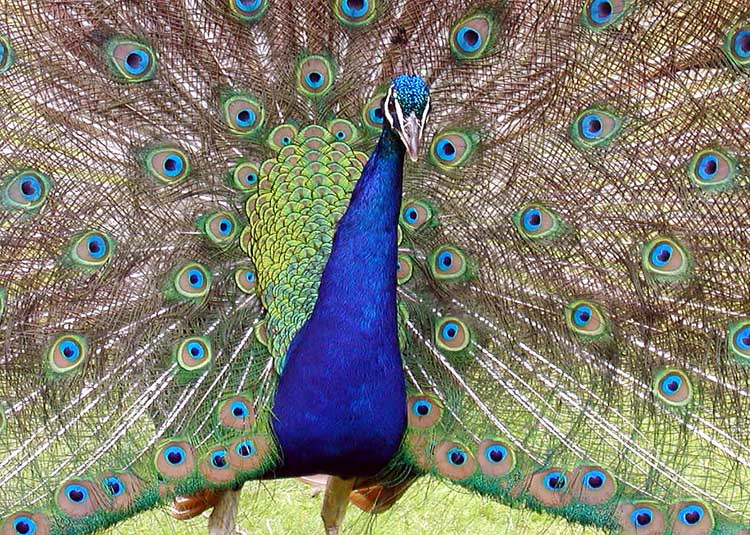
Màn biểu diễn của công đực
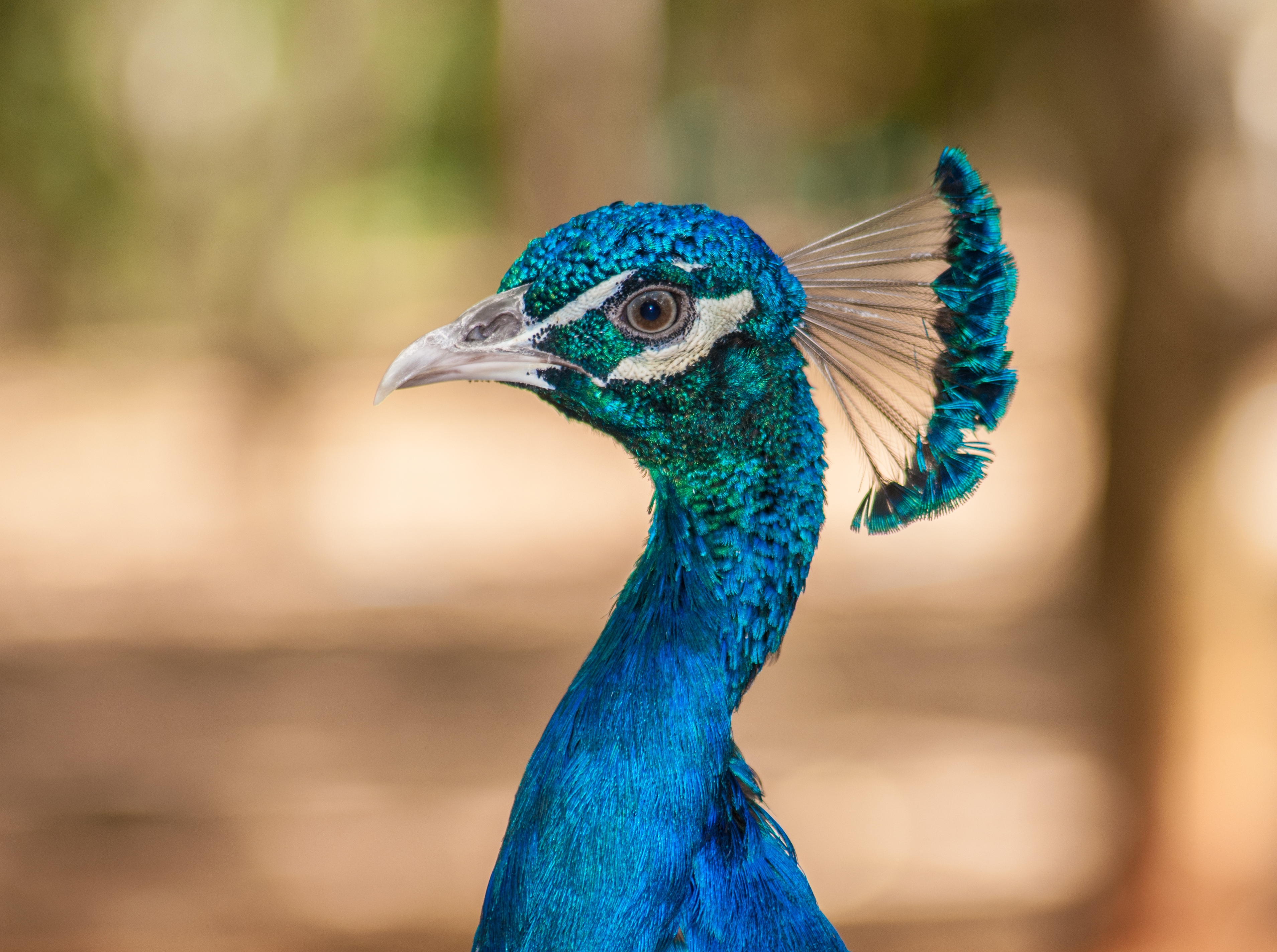
Đầu công đực
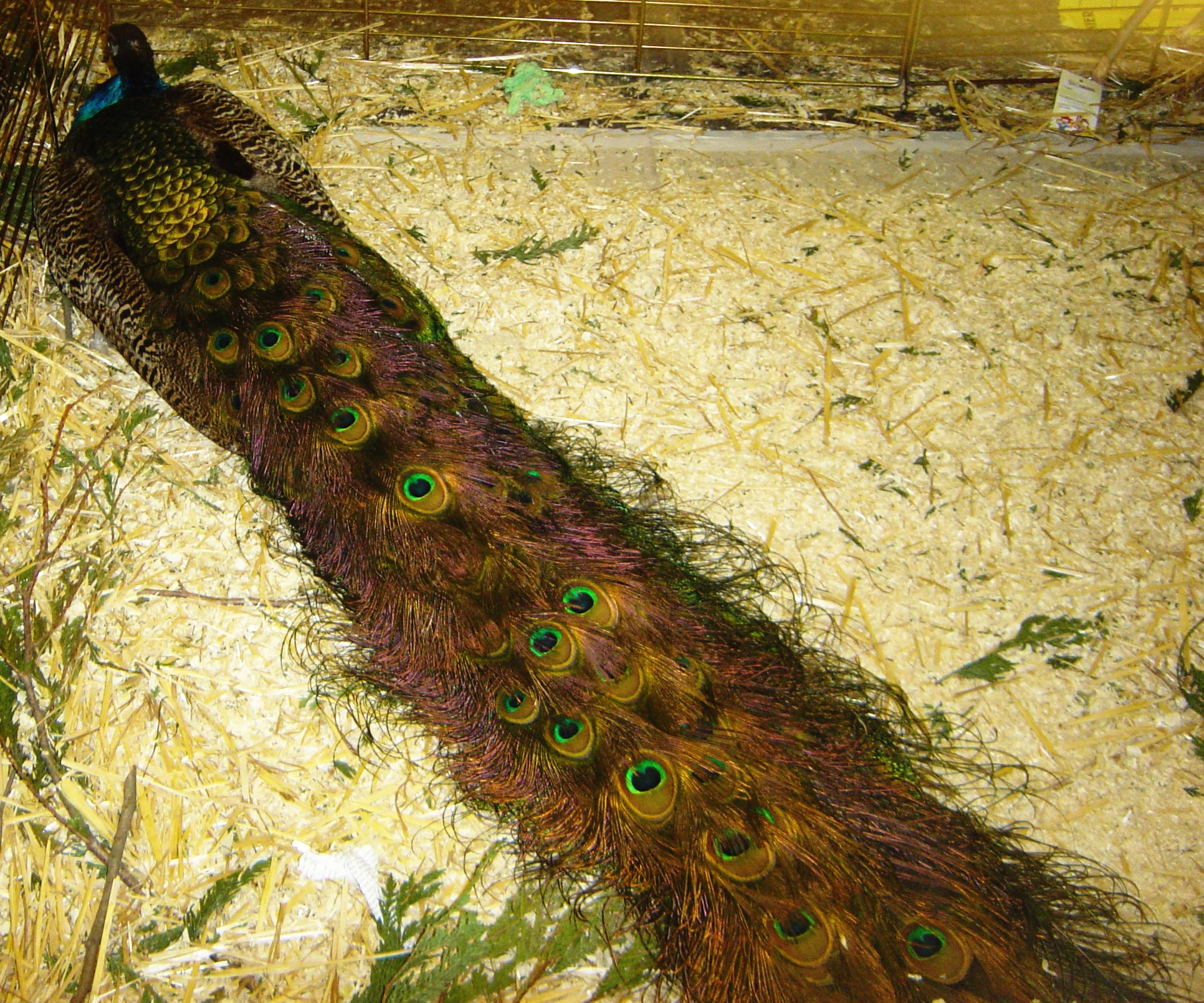
Lúc bình thường, đuôi công trải dài trên đất và cản trở chuyển động của công
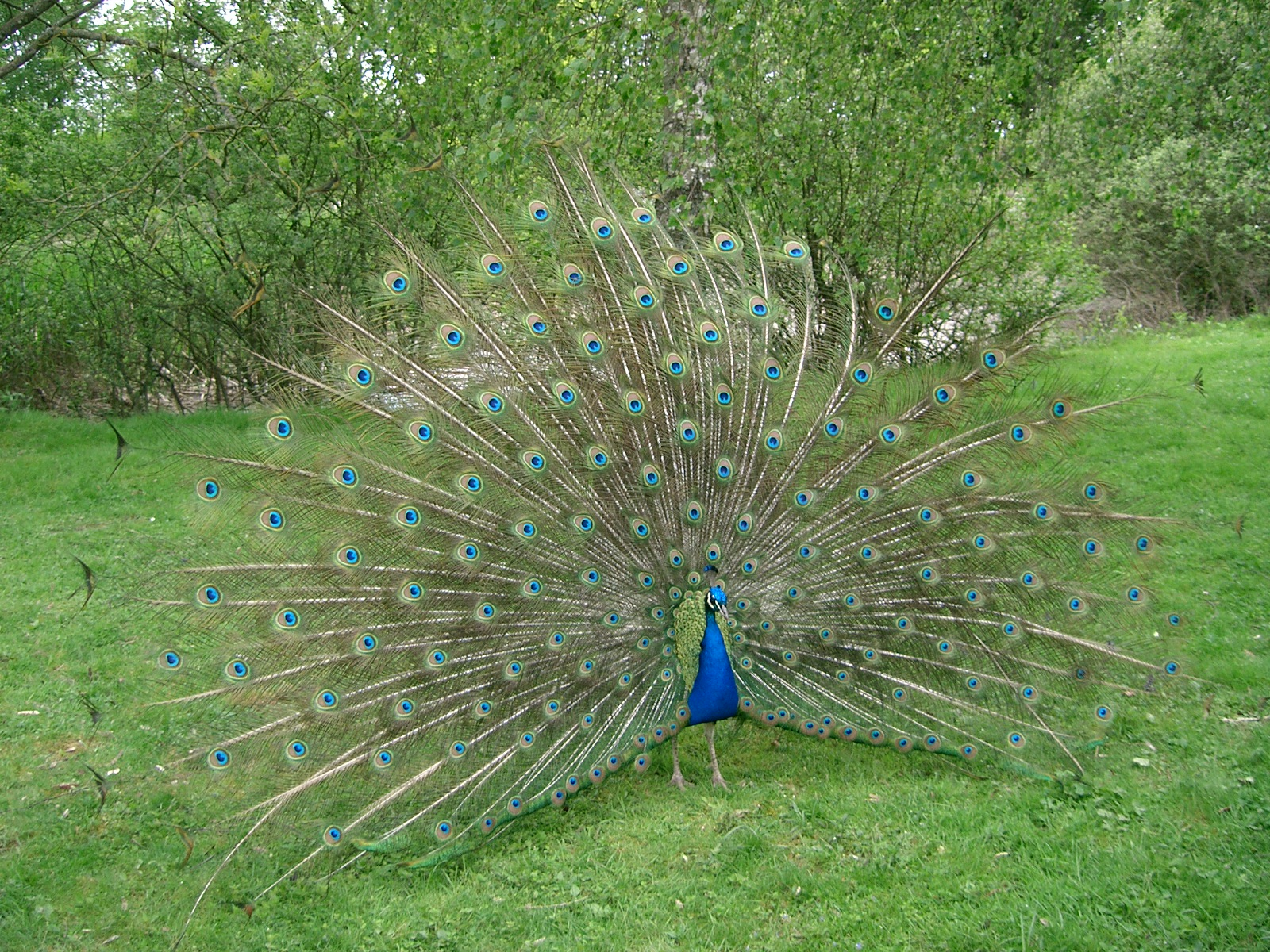
Mặt phía trước
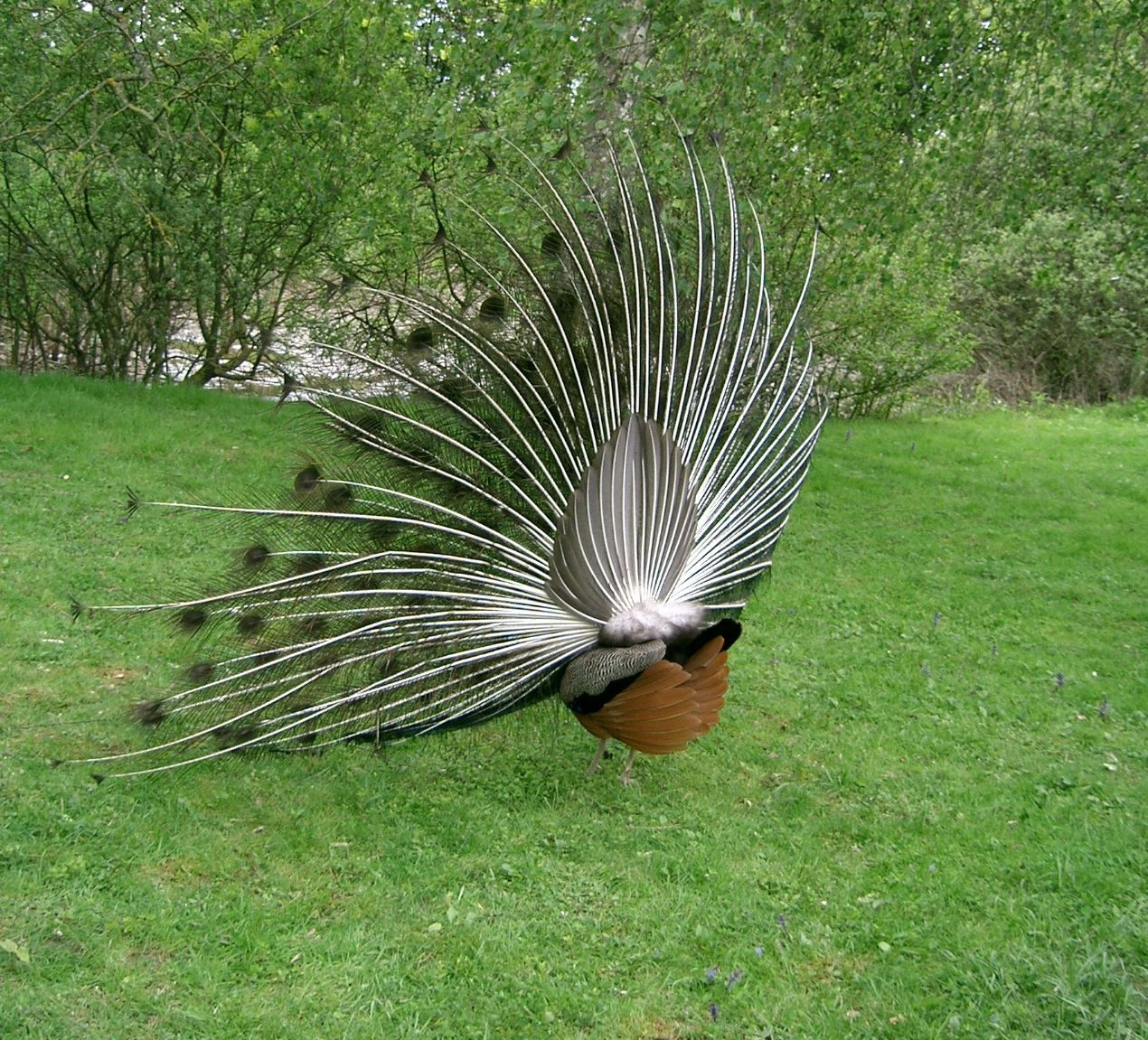
Phía sau lưng
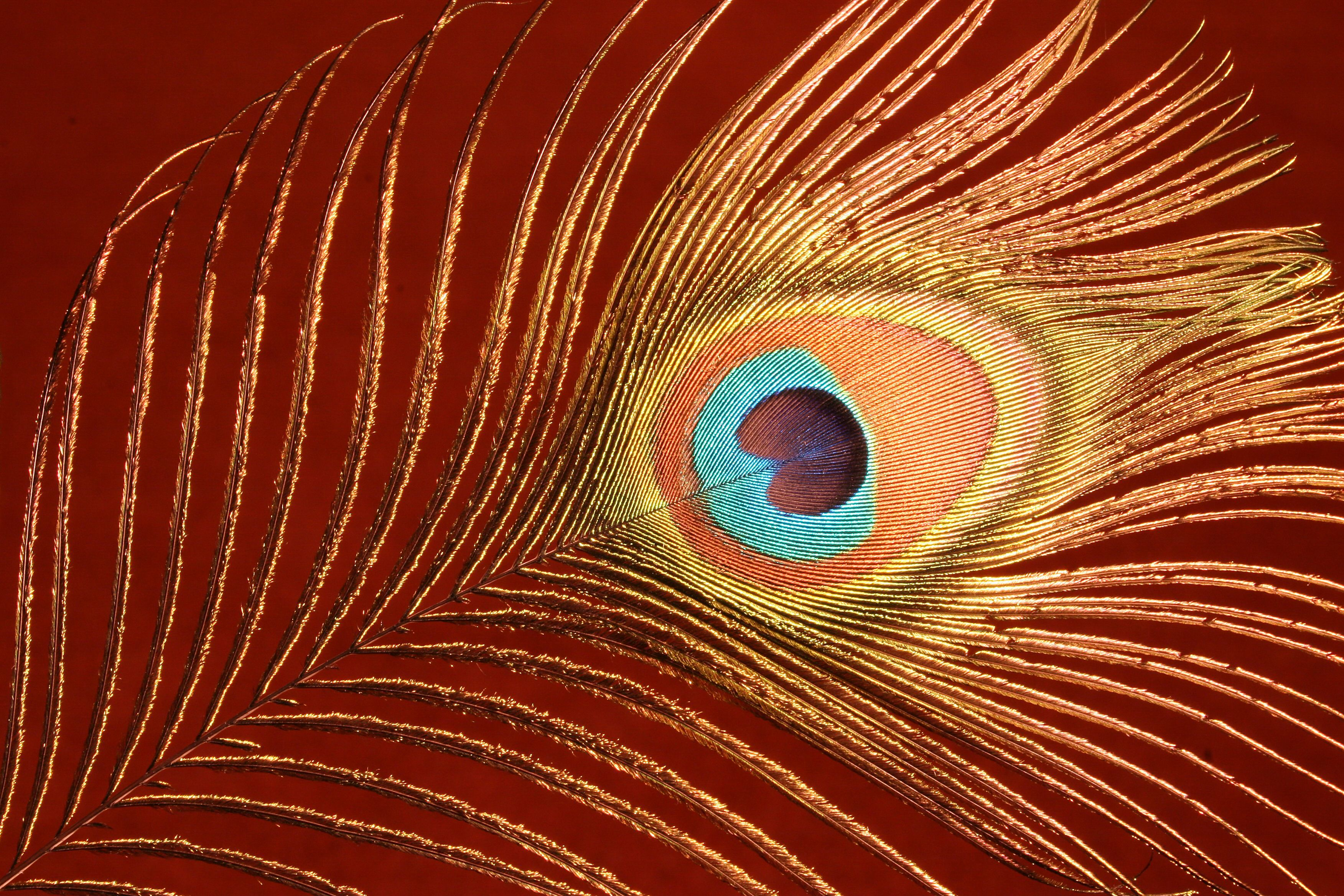
Lông đuôi công đực
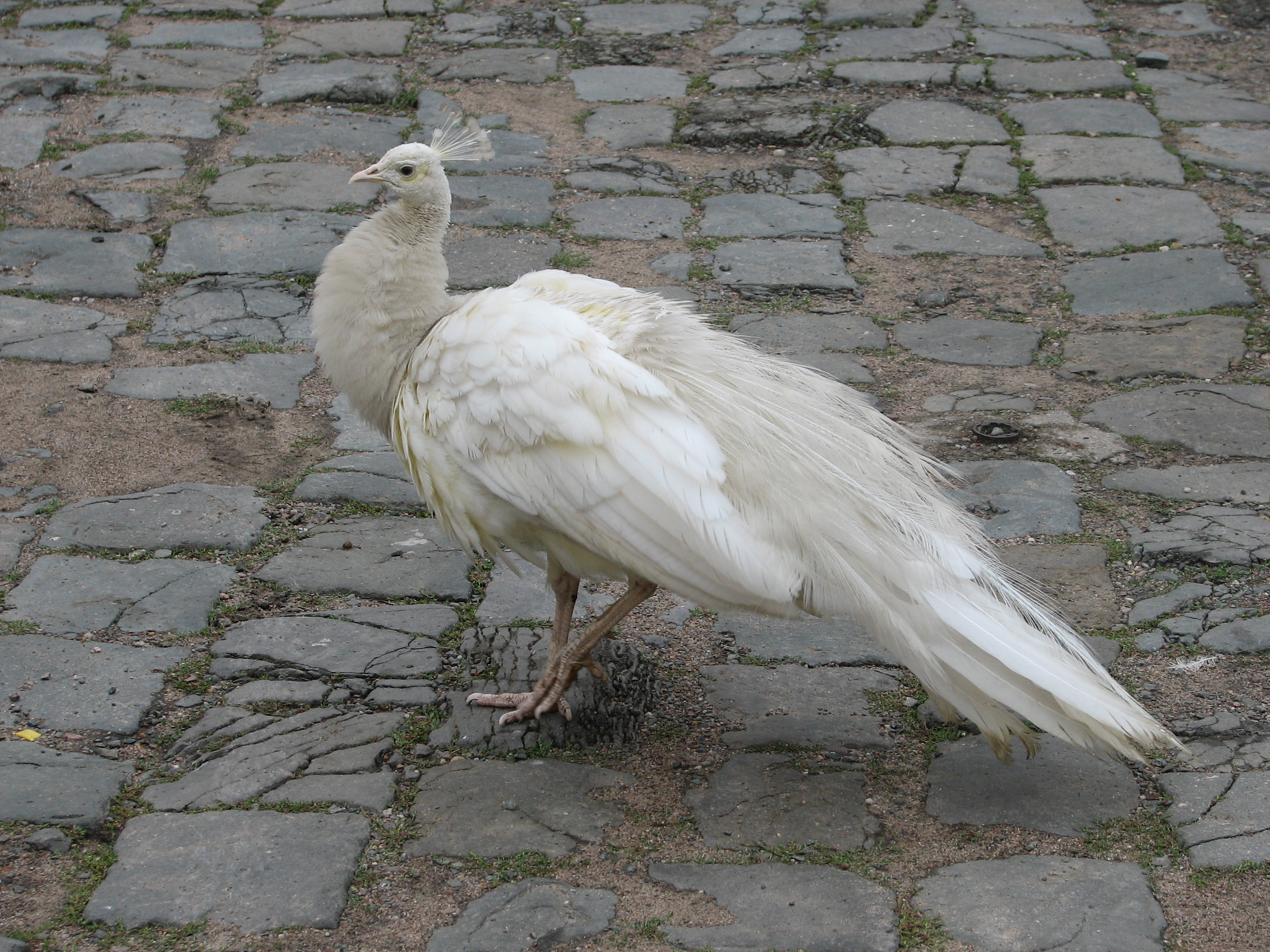
Công trắng ở vườn Castle của Pardubice
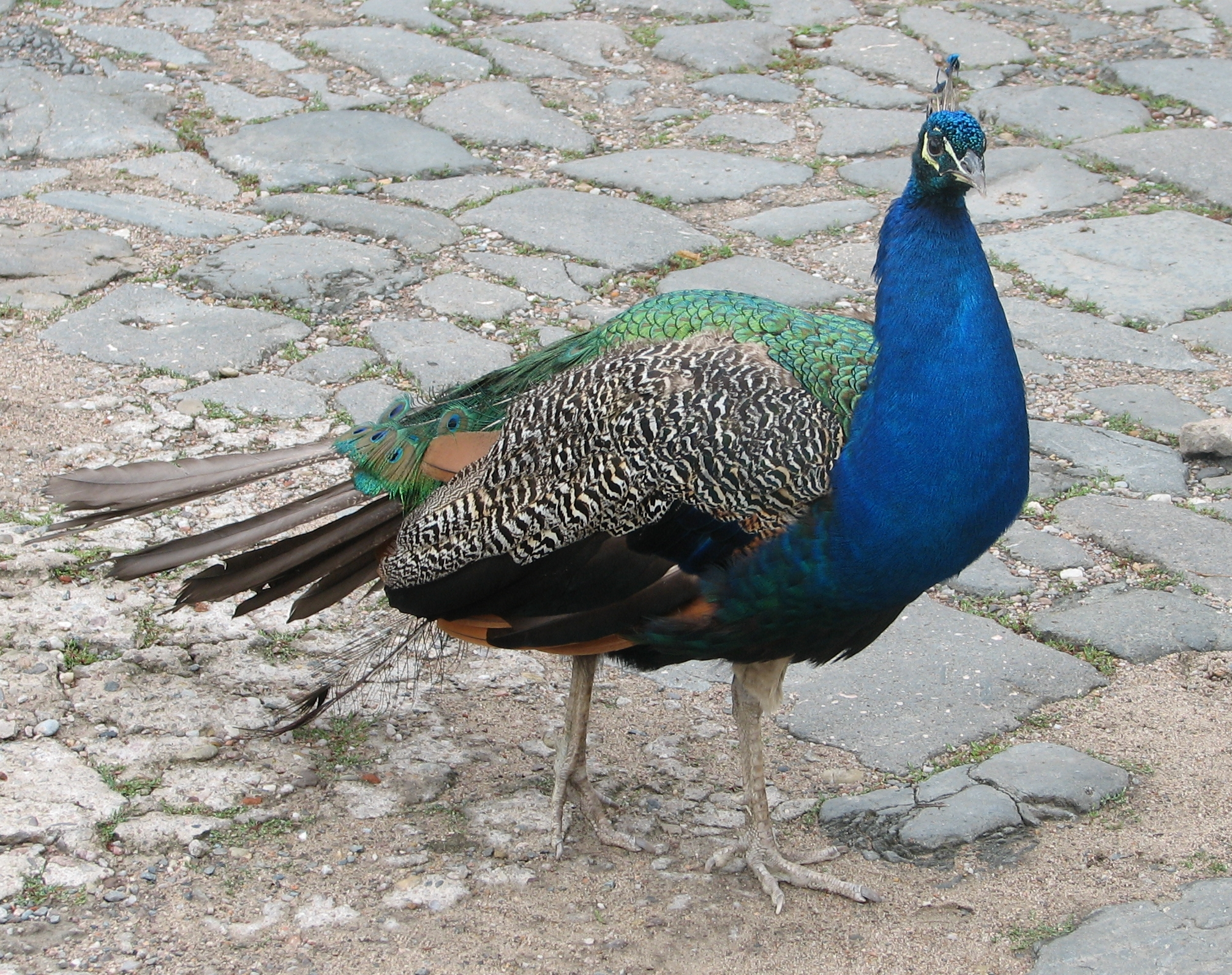
Công ở vườn Castle của Pardubice
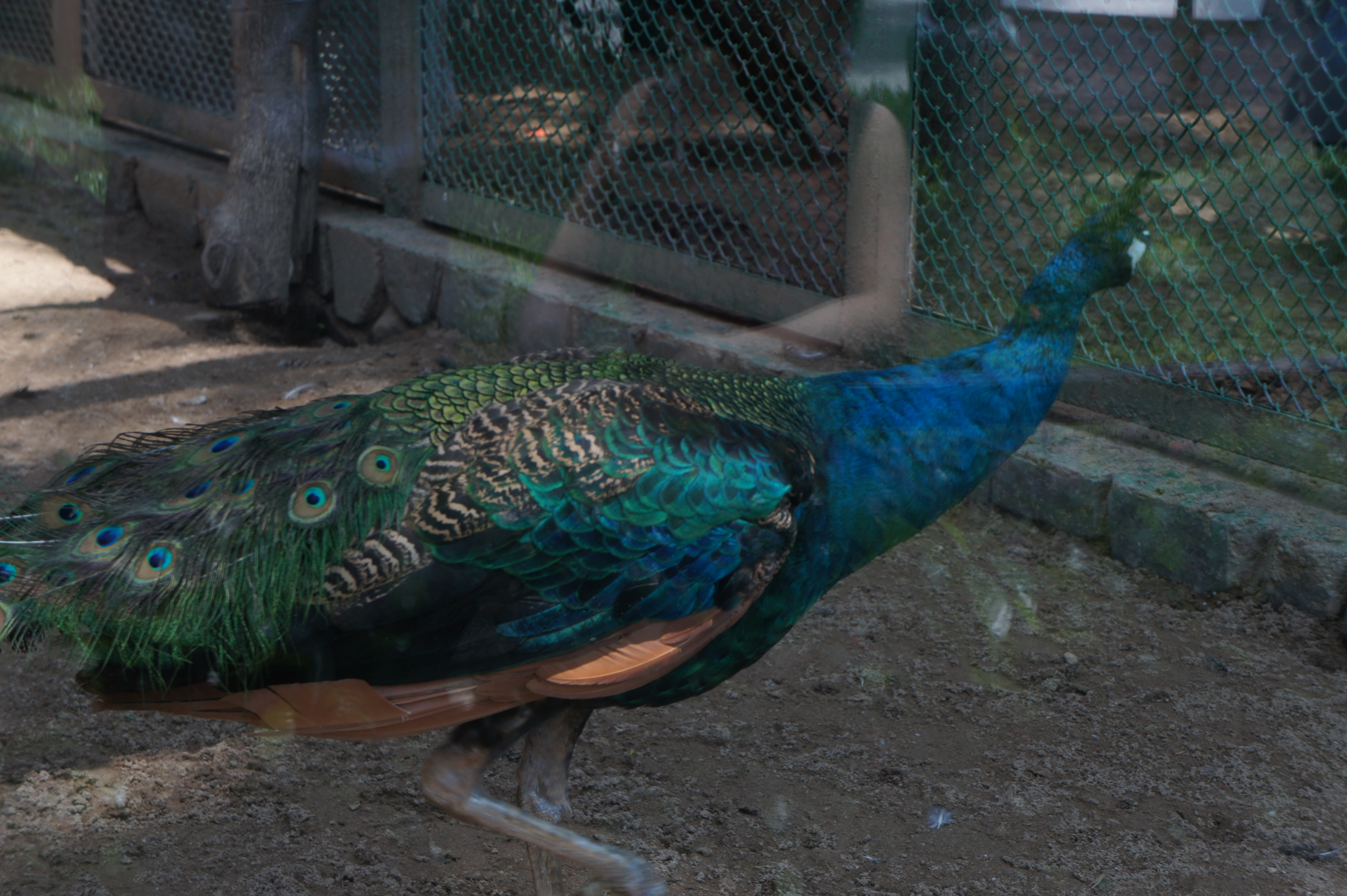
Công ở Thảo Cầm viên Sài Gòn

## Văn học
Trong dân gian, có nhiều câu nói về công, xem công như là đại diện cho cái gì cao quý:
Con công ăn lẫn với gà
Rồng kia, rắn nọ, coi đà sao nên
Về hình ảnh con công xòe đuôi xòe cánh, ca dao có câu:
Con công hay múa
Nó múa làm sao
Nó rụt cổ vào
Nó xoè cánh ra
Nó đỗ cành đa
Nó kêu ríu rít
Nó đỗ cành mít
Nó kêu vịt chè
Nó đỗ cành tre
Nó kêu bè muống
Nó đỗ dưới ruộng
Nó kêu tầm vông
Về tiếng kêu của con công, vì nó giống với từ "tố hộ", nên trong dân gian có khá nhiều câu ca dao nói về đặc điểm này:
Con công tố hộ trên rừng
Đã có con chị, thì đừng con em
Lòng yêu vô giá quá chừng
Con công tố hộ trên rừng mặc công
hay
Con công tố hộ trên rừng
Mẹ ơi lạy mẹ xin đừng bỏ con
Tục ngữ cũng có câu "nem công chả phượng" để tả những món ăn đắt tiền, quý hiếm.